# Scott Deroue
Scott Deroue (Nijkerkerveen, 23 dicembre 1995) è un pilota motociclistico olandese.

## Carriera
Deroue approdò nella Red Bull Rookies Cup all'età di 15 anni nel 2011, ottenendo due terze posizioni. L'anno seguente si classificò in seconda posizione finale con tre vittorie e cinque podi complessivi. Nella stessa stagione partecipa al campionato Europeo Velocità Moto3, svoltosi in gara unica ad Albacete, dove si classifica in quindicesima posizione. Nel 2013 ottenne una vittoria e tre podi nella Rookies Cup, concludendo la stagione in settima posizione finale.
Nel 2014 debuttò nel motomondiale in classe Moto3, in sella a una Kalex KTM della squadra RW Racing, con compagna di squadra Ana Carrasco. Terminò la stagione senza aver ottenuto nessun punto in classifica, centrando come migliore risultato di gara un 17º posto in Argentina.
Dopo l'esperienza negativa nel motomondiale, Deroue si trasferì nel British Motostar Championship, il campionato nazionale britannico di Moto3, ottenendo con 12 vittorie e 8 secondi posti il titolo di campione con 119 punti di distacco dal secondo classificato Taz Taylor. L'anno successivo partecipò al campionato britannico di Superstock 600, classificandosi in 10ª posizione finale con un 4º come migliore risultato di gara.
Nel 2017 prende parte alla prima edizione del campionato Mondiale Supersport 300, correndo con una Kawasaki Ninja 300 del team MTM HS. Vinse la prima corsa sul circuito di Jerez diventando di conseguenza il primo pilota a vincere nella categoria. Si ripeté nella gara di casa nel circuito di Assen. Terminò la stagione in terza posizione finale, con due vittorie e quattro podi complessivi. Continuò nel mondiale Supersport 300 anche nella stagione 2018 con il team Motoport sempre con Kawasaki, dove ottenne la vittoria nel circuito di Portimão. Concluse come l'anno precedente in terza posizione finale, con una vittoria e tre podi complessivi.
Per la stagione 2019, Deroue rimase nel team Motoport, ottenendo due podi nelle prime due gare del campionato, un terzo posto nel GP d'Aragona e il secondo posto nel GP d'Olanda. Nel 2020 inizia la quarta stagione in questa categoria. Sempre con Kawasaki, vince un Gran Premio e termina la stagione al secondo posto in classifica piloti.
Il 6 marzo 2021, Deroue annunciò il ritiro dalle competizioni a 25 anni. Contravvenendo a quanto dichiarato, nel 2022 prende parte al campionato tedesco nella categoria Supersport 300, che conclude al quinto posto nella classifica generale con 152 punti.

## Risultati in gara

### Motomondiale
| 2014 | Classe | Moto      |    |    |    |     |    |     |    |    |     |    |    |     |     |     |     |    |     |     | Punti | Pos. |
| ---- | ------ | --------- | -- | -- | -- | --- | -- | --- | -- | -- | --- | -- | -- | --- | --- | --- | --- | -- | --- | --- | ----- | ---- |
| 2014 | Moto3  | Kalex KTM | 19 | 19 | 17 | Rit | 25 | Rit | 26 | 20 | Rit | 23 | 19 | Rit | Rit | Rit | Rit | 23 | Rit | Rit | 0     |      |

| Legenda | 1º posto        | 2º posto            | 3º posto            | A punti      | Senza punti        | Grassetto – Pole position Corsivo – Giro più veloce |
| Legenda | Gara non valida | Non qual./Non part. | Ritirato/Non class. | Squalificato | '-' Dato non disp. | Grassetto – Pole position Corsivo – Giro più veloce |

### Campionato mondiale Supersport 300
| 2017 | Moto     |   |   |    |   |    |    |   |   |   |  |  |  |  |  | Punti | Pos. |
| ---- | -------- | - | - | -- | - | -- | -- | - | - | - |  |  |  |  |  | ----- | ---- |
| 2017 | Kawasaki | 1 | 1 | 11 | 3 | 12 | SQ | 7 | 9 | 2 |  |  |  |  |  | 111   | 3º   |

| 2018 | Moto     |   |   |     |   |   |     |   |     |  |  |  |  |  |  | Punti | Pos. |
| ---- | -------- | - | - | --- | - | - | --- | - | --- |  |  |  |  |  |  | ----- | ---- |
| 2018 | Kawasaki | 2 | 3 | Rit | 6 | 7 | Rit | 1 | Rit |  |  |  |  |  |  | 80    | 3º   |

| 2019 | Moto     |   |   |    |   |    |   |    |   |   |   |  |  |  |  | Punti | Pos. |
| ---- | -------- | - | - | -- | - | -- | - | -- | - | - | - |  |  |  |  | ----- | ---- |
| 2019 | Kawasaki | 3 | 2 | AN | 2 | 23 | 7 | NQ | 1 | 3 | 1 |  |  |  |  | 131   | 2º   |

| 2020 | Moto     |   |   |   |   |     |   |   |   |    |   |   |   |   |    | Punti | Pos. |
| ---- | -------- | - | - | - | - | --- | - | - | - | -- | - | - | - | - | -- | ----- | ---- |
| 2020 | Kawasaki | 3 | 4 | 4 | 1 | Rit | 3 | 3 | 2 | 13 | 2 | 2 | 4 | 8 | 16 | 183   | 2º   |

| Legenda | 1º posto        | 2º posto            | 3º posto           | A punti      | Senza punti        | Grassetto – Pole position Corsivo – Giro più veloce |
| Legenda | Gara non valida | Non qual./Non part. | Ritirato/Non class | Squalificato | '-' Dato non disp. | Grassetto – Pole position Corsivo – Giro più veloce |